# Максимільянівська сільська рада
| Максимільянівська сільська рада — колишній орган місцевого самоврядування у Мар'їнському районі Донецької області з адміністративним центром у с. Максимільянівка. Сільській раді підпорядковані населені пункти: - с. Максимільянівка - с. Георгіївка |

## Склад ради
Рада складалася з 20 депутатів та голови.

## Керівний склад сільської ради
| ПІБ                            | Основні відомості                                                               | Дата обрання | Дата звільнення |
| ------------------------------ | ------------------------------------------------------------------------------- | ------------ | --------------- |
| Голубенко Анатолій Миколайович | Сільський голова, 1964 року народження, освіта, безпартійний                    | 26.03.2006   | 31.10.2010      |
| Фінько Віктор Іванович         | Сільський голова, 1956 року народження, освіта середня спеціальна, безпартійний | 31.10.2010   |                 |

Примітка: таблиця складена за даними джерела